# Gaston d’Eu
Gaston d’Eu (fr. Louis Philippe Marie Ferdinand Gaston; ur. 28 kwietnia 1842 w Neuilly-sur-Seine, zm. 28 sierpnia 1922 w Rio de Janeiro) – francuski arystokrata, hrabia d’Eu, jeden z dowódców wojsk brazylijskich w wojnie paragwajskiej.

## Życiorys

### Wczesne życie
Urodził się 28 kwietnia 1842 w Neuilly-sur-Seine jako najstarszy syn Wiktorii Koburg-Koháry oraz Ludwika Orleańskiego. Był wnukiem Ludwika Filipa. Gdy rewolucja lutowa z 1848 zmusiła jego dziadka do abdykacji, on i jego rodzina uciekli do Wielkiej Brytanii, rządzonej wówczas przez królową Wiktorię – kuzynkę jego matki.
W wieku trzynastu lat rozpoczął karierę wojskową. Jako wygnaniec nie mógł jednak szkolić się w armii francuskiej, dlatego ukończył szkołę wojskową w hiszpańskiej Segowii ze stopniem kapitańskim.
15 października 1864 poślubił Izabelę Brazylijską, z którą doczekał się czwórki dzieci, z których trójka dożyła wieku dorosłego.

### Wojna paragwajska

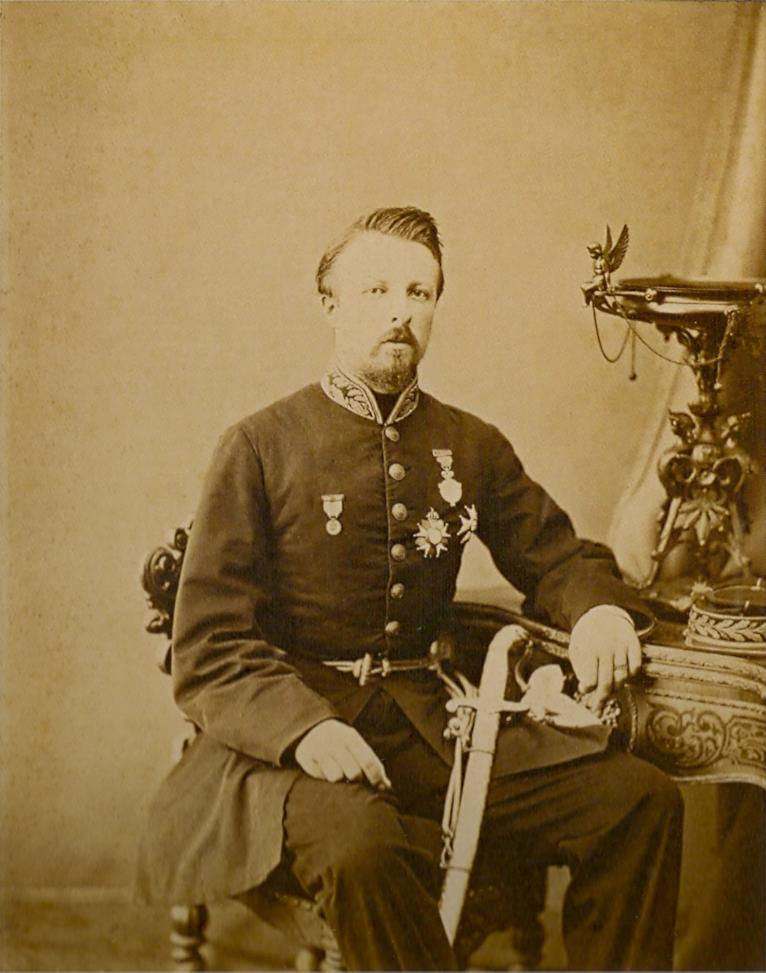
Gaston d’Eu w wieku 28 lat

W 1864, niedługo po ślubie, wybuchła wojna paragwajska. Cesarz Piotr II wysłał do d’Eu list z prośbą o przybycie i pomoc brazylijskiemu wojsku. 22 marca 1869 dotychczasowy zwierzchnik brazylijskiej armii, Luís Alves de Lima e Silva, markiz Caixas zrezygnował z dalszego przywództwa z powodu swego stanu zdrowia i został zastąpiony przez d’Eu. Jego wybór na nowego głównodowodzącego w wieku 27 lat spotkał się z pozytywnym przyjęciem brazylijskiej opinii publicznej. Wielu Brazylijczyków uważało, że konflikt i polowanie na Francisco Solano Lópeza, paragwajskiego dyktatora, są daremne i niepotrzebne; d’Eu podzielał to przekonanie. Mimo początkowych sukcesów (jak chociażby w bitwie pod Acosta Ñu), we wrześniu 1869 zachorował na depresję, wywołaną dużą liczbą ofiar konfliktu. Do zakończenia wojny (1 marca 1870) brał udział w działaniach wojennych jedyne nominalnie. Po powrocie 29 kwietnia 1870 do Brazylii został przyjęty jako bohater.

### Późniejsze życie

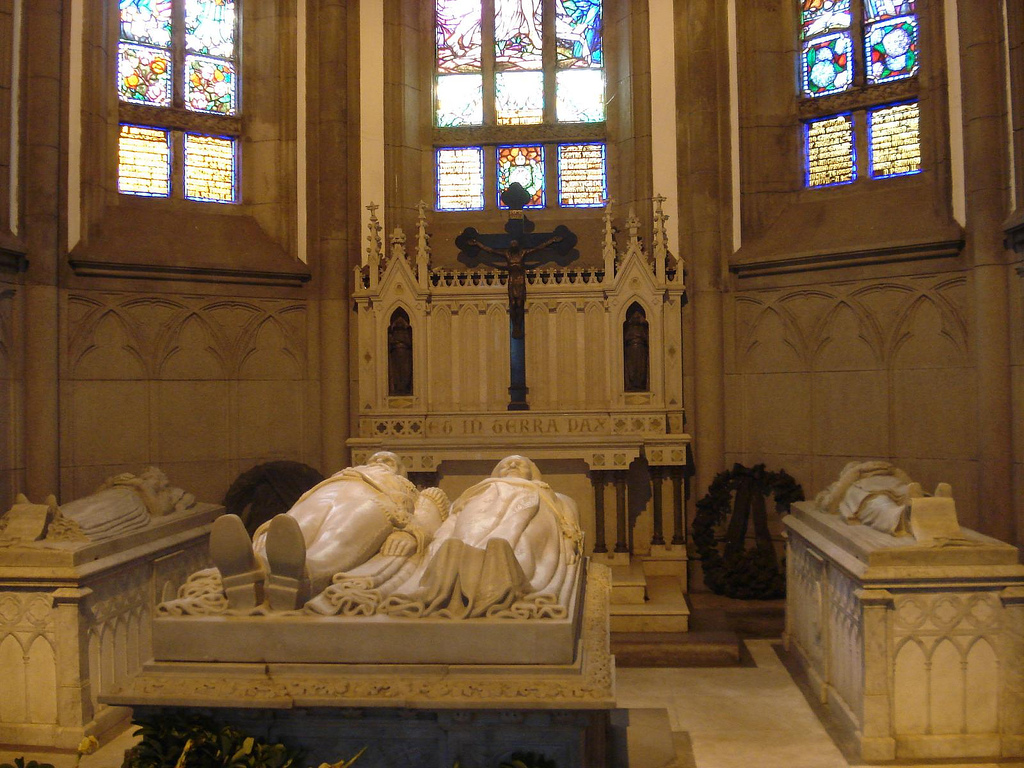
Grobowce d’Eu (najbardziej po prawej), jego żony (po lewej) i jego teściów (na środku)

15 listopada 1889 w Brazylii proklamowano republikę. Rodzina cesarska z dynastii Bragança została zmuszona do opuszczenia kraju; d’Eu z najbliższą rodziną przeniósł najpierw do Portugalii, a następnie do Normandii.
Dopiero w 1921, po śmierci żony, hrabia mógł ponownie pojawić się w Brazylii. Przy tej okazji zabrał ciała swoich teściów, aby pochować je w Mauzoleum Cesarskim katedry w Petrópolis. 28 sierpnia 1922 d’Eu zmarł z przyczyn naturalnych na morzu u wybrzeży Brazylii, podczas podróży do tego kraju na obchody setnej rocznicy odzyskania niepodległości. Ciała jego i Izabeli zostały razem przewiezione do Brazylii 7 lipca 1953 i pochowane 12 maja 1971 w Mauzoleum Cesarskim, obok jego teściów.

## Życie prywatne

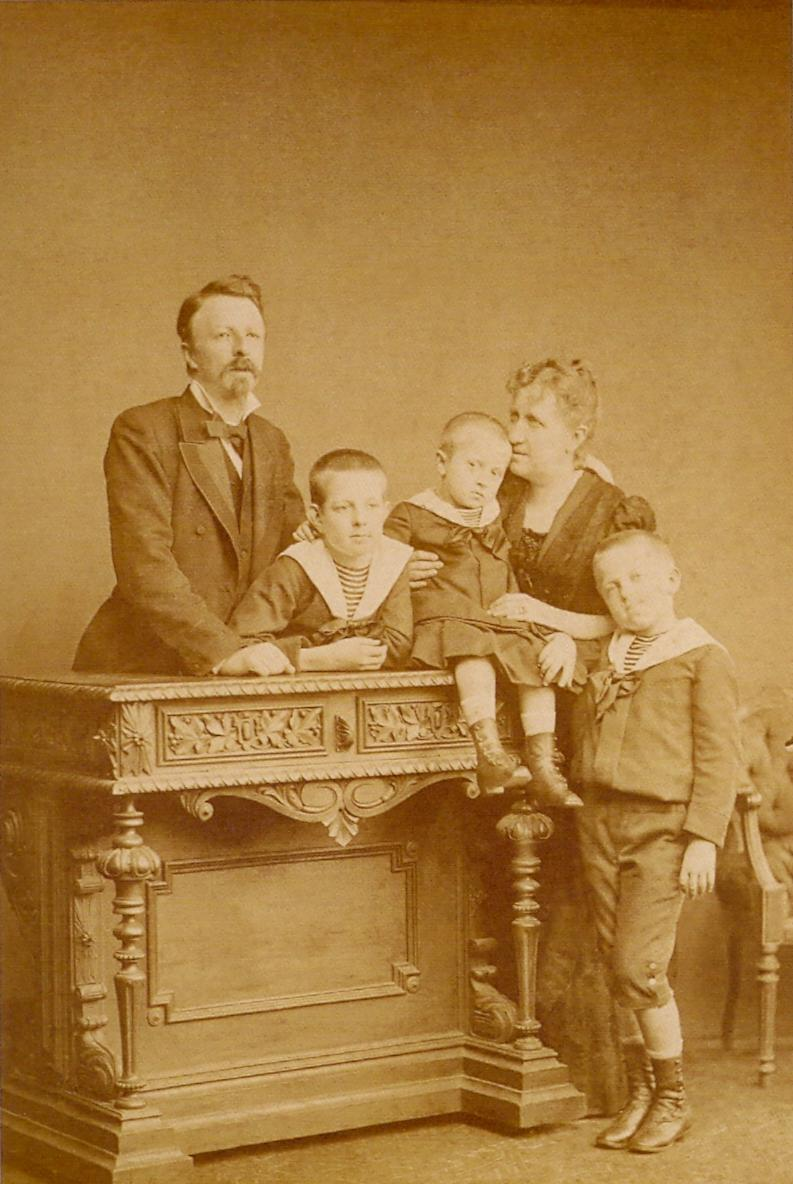
Gaston d’Eu z rodziną

Ślub z córką cesarza Brazylii zainicjował jego wuj i król Portugalii Ferdynand II. Choć początkowo d’Eu był rozczarowany brakiem urody żony, z czasem pokochał ją. Izabela odwzajemniła to uczucie. Ich pierwsze dziecko, Luisa Victoria, przyszło na świat 28 lipca 1874, jednak od razu zmarło z powodu komplikacji porodowych. Rok później, 15 października 1875 urodził się ich syn Pedro.

## Ordery
Brazylijskie:
- Krzyż Wielki Orderu Chrystusa
- Krzyż Wielki Orderu Aviz
- Krzyż Wielki Orderu Świętego Jakuba od Miecza
- Krzyż Wielki Orderu Krzyża Południa
- Krzyż Wielki Orderu Piotra I
- Krzyż Wielki Orderu Róży